# IC 4366
IC 4366 est une vaste galaxie spirale intermédiaire (barrée ?) située dans la constellation du Centaure. Sa vitesse par rapport au fond diffus cosmologique est de 4 869 ± 18 km/s, ce qui correspond à une distance de Hubble de 71,8 ± 5,0 Mpc (∼234 millions d'al). Elle a été découverte par l'astronome américain DeLisle Stewart en 1899.
La base de données HyperLeda et Wolfgang Steinicke classifient cette galaxie comme une spirale barrée. La résolution de l'image obtenue du relevé DSS est trop faible pour pouvoir faire un choix.
La classe de luminosité de IC 4366 est III et elle présente une large raie HI. Elle renferme également des régions d'hydrogène ionisé.

## Groupe de NGC 5488
Selon A.M. Garcia, la galaxie IC 4366 fait partie du groupe de NGC 5488. Ce groupe de galaxies compte au 14 membres. Les autres galaxies du groupe sont NGC 5397, NGC 5419, NGC 5488 et neuf galaxie du catalogue ESO.